# Inna Bohoslowska

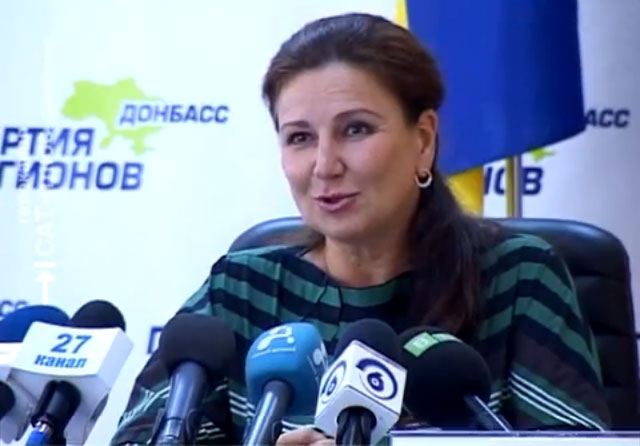
Inna Bohoslowska 2012

Inna Hermaniwna Bohoslowska (ukrainisch Інна Германівна Богословська; * 5. August 1960 in Charkiw, Ukrainische SSR, Sowjetunion) ist eine ukrainische Politikerin.

## Leben
Sie absolvierte 1982 das Juristische Institut Charkiw (die heutige Nationale Juristische Universität „Jaroslaw der Weise“) und arbeitete anschließend in einer Anwaltspraxis bei der regionalen Anwaltskammer. 1991 eröffnete sie in Charkiw eine eigene Kanzlei für private juristische Dienstleistungen.
Inna Bohoslowska war erstmals von 12. Mai 1998 bis zur Parlamentswahl 2002 Abgeordnete der Werchowna Rada, und ab November 2007 erneut, unter anderem als Mitglied der Partei der Regionen, Mitglied des ukrainischen Parlaments. Nachdem sie die Partei der Regionen am 25. Mai 2009 verlassen hatte, wurde sie Kandidatin für die Präsidentschaft der Ukraine bei der Präsidentschaftswahl 2010, bei der sie 102.000 Stimmen erhielt, was 0,41 % der Wählerstimmen entsprach. Im Oktober 2010 wurde sie abermals Mitglied der Partei der Regionen und kehrte in deren Fraktion zurück. Sie blieb bis zum  30. November 2013 Parteimitglied und trat dann, aufgrund des Euromaidans aus der Partei aus.
Für die Präsidentschaftswahl 2019 kündigte sie erneut ihre Kandidatur an.